# Halictus asperatus
Halictus asperatus là một loài Hymenoptera trong họ Halictidae. Loài này được Bingham mô tả khoa học năm 1898.